# Steveston
Steveston, fundada a la dècada del 1880, és un petit poble costaner de pescadors situat dins el municipi de Richmond, al Sud-oest de la ciutat de Vancouver. L'arquitectura de principis del 1900 atrau tant la indústria del cinema com la del turisme.

## Història
Steveston Village va ser un centre històric de conserves de salmó i un cop la «capital mundial del salmó».
Fundada al 1880 per William Herbert Steves. El poble rep el nom de Manoah Steves, que va arribar amb la seva família cap al 1877–1878 des de Moncton, Nova Brunswick, a través de Chatham, Ontario. Aquesta zona es troba al sud de l’actual carretera de Steveston i a l’oest del número 1. Els nous ferris Westminster-Illa de Vancouver van fer escala a Steveston des de principis de la dècada de 1860, convertint-se en un Steveston-Illa de Vancouver dirigit a la dècada de 1920.

## Turisme
Steveston manté el caràcter d'un pintoresc i històric poble de pescadors, amb més de 600 vaixells pesquers, la flota més gran del Canadà. Compta amb més de 350 empreses i serveis per donar cabuda a una població creixent. Els dies de sol, locals i visitants s’amunteguen als passeigs marítims per gaudir del paisatge, la gent i el menjar.
Steveston també es coneix com "The Gateway to the Orca", sent una base per a la indústria de l'observació de balenes. Traslladats amb vaixell al golf de Geòrgia, els passatgers observen orques, foques, àguiles i molt més.